# Jesper Gerlach
Jesper Gerlach (født 5. december 1980), er en dansk forfatter, hvis debutroman "Fuck, hvor var det fedt", udkom den 27. april 2012. Jesper er oprindelig fra Aarhusforstaden Vejlby, men er i 2012 bosat i Ølgod i Vestjylland. Debutromanen er inspireret af egne oplevelser, men alligevel er hele persongalleriet fiktivt. Bogen er udgivet i samarbejde med Forlaget Siesta, og indeholder 124 sider.
Han arbejder nu på Ungdomshøjskolen i Vester Vedsted nær Ribe.[kilde mangler]